# 黄廉 (1933年)
黄廉（1933年12月26日—2017年12月17日），中国重庆文化大革命时期造反派，曾任重庆市革命委员会副主任。

## 生平
1933年12月26日生于重庆铜梁县土桥乡。1949年参军，1956年5月转业到重庆木材公司，曾任木材公司鱼鳅浩木材加工厂采购员。是重庆反到底派负责人之一，1968年任四川省革命委员会委员、重庆市革命委员会副主任。1976年4月加入中国共产党。
1978年2月11日，中共四川省委、省革委会在成都召开批判邓兴国、黄廉、周家喻罪行大会，宣布经中共中央决定，依法逮捕邓兴国，成都市设立分会场86个，22万人收听了大会实况。 同日，重庆召开三十万人大会揭发批判邓兴国、黄廉、周家喻罪行，并宣布：经四川省委决定并报中央批准，逮捕黄廉、周家喻。 1982年1月14日至19日，重庆市人民法院审判黄廉、周家喻反革命案，判处黄廉有期徒刑十八年，剥夺政治权利五年；周家喻有期徒刑十六年，剥夺政治权利五年。 1994年刑满。2017年12月17日逝世，享年84岁。